# Trigon (Astrologie)
Als Trigon (lat. trigonium, gr. τρὶγωνον, Dreieck) bezeichnet man in der Astrologie den Aspekt, bei dem zwei Deutungsfaktoren einen Winkel von 120 Grad am Himmel zueinander einnehmen. Da mit dem Sextil keine besondere astronomische Erscheinung als Konstellation verknüpft ist, spielt dort dieser Aspekt im Unterschied zur Konjunktion, Quadratur oder Opposition keine Rolle, wohl aber in der Astrologie.
In diesem System der Deutung astronomischer Gegebenheiten stellen Trigone eine Gliederung des Tierkreises dar. Jeweils drei Tierkreiszeichen, die ein gleichseitiges Dreieck bilden, werden zu einem Trigon zusammengefasst. Das ergibt die 4 Trigone:
- Widder, Löwe, Schütze
- Steinbock, Stier, Jungfrau

Trigonaspekte der Zeichen, zugleich Zuordnung der Zeichen zu den vier Elementen.

- Waage, Wassermann, Zwillinge
- Krebs, Skorpion, Fische.

Diese Zeichentrigone werden im Anklang an die Vier-Elemente-Lehre auf Feuer-Erde-Wasser-Luft bezogen, aber auch auf die Häuser der Planeten.
Nach der Vier-Elemente-Lehre ergibt sich folgende Zuordnung:
- Widder, Löwe, Schütze = Feuer
- Steinbock, Stier, Jungfrau = Erde
- Waage, Wassermann, Zwillinge = Luft
- Krebs, Skorpion, Fische = Wasser

Claudius Ptolemäus behandelt in seinem Werk Tetrabiblos, in dem er das astrologische Wissen seiner Zeit zusammenträgt, die Trigone. Er verbindet sie mit zwei Planetenherrschern, je einen für Tag und Nacht und mit Winden, wie dem nördlichen Winterwind Boreas.